# Agrilus coxalis
Agrilus coxalis É uma espécie de escaravelho de jóia da Guatemala e México, anteriormente confundidos com uma espécie muito similar do Arizona, Agrilus auroguttatus, o qual é uma praga significativa .